# Liz (piosenkarka)
Kim Ji-won (kor. 김지원, Kim Ji Won; ur. 21 listopada 2004), znana jako Liz (hangul: 리즈) – niemiecka piosenkarka, modelka i członkini girlsbandu IVE, należącego do Starship Entertainment.

## Młodość i edukacja
Kim Ji-won urodziła się 21 listopada 2004 roku. Ma młodszego brata.
Ji-won uczęszczała do Chungham High School, którą rzuciła przed debiutem w IVE.
W szkole podstawowej Liz była częścią Jeju Broadcast Choir prowadzonego przez KBS. Podczas gimnazjum była członkinią klubu tanecznego. 

## Kariera

### 2019–2021: Debiut z IVE
Liz została przyjęta do Starship Entertainment w 2019 r. podczas przesłuchania do roli w reklamach Pepsi, firmy, z którą Starship Ent. prowadzi współpracę handlową. Trenowała jako stażystka przez 2 lata przed debiutem. Rok później, w 2020 roku przeprowadziła się do Seulu.
6 listopada 2021 r. Liz ogłoszona została czwartą członkinią girlsbandu IVE. Prawie miesiąc później, 1 grudnia 2021 roku Liz oficjalnie zadebiutowała jako członkini zespołu IVE wraz z wydaniem ich pierwszego minialbumu Eleven, który zawiera singiel o tej samej nazwie oraz piosenkę Take It.

### Od 2022: Modeling
W 2022 roku Ji-won była modelką dla kampanii Vegan Beauty Olive Young, firmy sprzedającej produkty zdrowotne i kosmetyczne. Rok później, w 2023 roku, pojawiła się na zdjęciach dla modowej platformy zakupowej ZIGZAG.

## Filmografia

### Teledyski
| Tytuł          | Rok  | Artysta | Długość trwania |
| -------------- | ---- | ------- | --------------- |
| This Christmas | 2022 | Taeyeon | 4:44            |